# Neohyperteles seminarius
Neohyperteles seminarius är en stekelart som beskrevs av De Santis, Urban och Alfred Byrd Graf 1973. Neohyperteles seminarius ingår i släktet Neohyperteles och familjen finglanssteklar. Inga underarter finns listade i Catalogue of Life.